# Trichothecium plasmoparae
Trichothecium plasmoparae är en svampart som beskrevs av Viala 1932. Trichothecium plasmoparae ingår i släktet Trichothecium, ordningen köttkärnsvampar, klassen Sordariomycetes, divisionen sporsäcksvampar och riket svampar.   Inga underarter finns listade i Catalogue of Life.